# Gigantski molekulski oblak
Gigantski molekulski oblak (GMO) je oblak molekulskog vodonika (H2). Gigantski molekulski oblaci se nazivaju i "zvezdana porodilišta", zato što u njima nastaju nove mlade zvezde. Molekulski oblaci se razlikuju od drugih međuzvezdanih oblasti koje većinski sadrže jonizovan gas.
Da bio se molekulski oblak zvao gigantski, njegova masa mora prelaziti masu od 100.000 Sunčevih masa, a širina mu može biti i 300 svetlosnih godina.
U našoj galaksiji, polovina celokupnog međuzvezdanog gasa se nalazi u GMO oblacima. Oblaci su raspoređeni u galaktičkoj ravni u obliku prstena na debljini od 4 do 8 kpc od centra galaksije.

## Evolucija

### Nastajanje oblaka
Molekulski oblaci se u svakom trenutku konstantno ponovo grade i ponovo nestaju iz razređenijeg gasa. Brzina na kojoj međuzvezdani gas počinje da se skuplja u zvezdoformirajuće zvezdane oblake u našoj galaksiji je povezana sa brzinom nastajanja zvezda. Ta brzina se empirijski okvirno može pretpostaviti preko dva podatka:
- prosečne brzine nastajanja zvezda koje možemo posmatrati
- i efikasnosti formiranja zvezda u molekulskim oblacima.

U našoj galaksiji je brzina nastajanja zvezda je reda veličine tri sunčevih masa na godinu dana. Poznato je da se samo do 2% mase prosečnog molekulskog oblaka iskoristi za nastajanje zvezde, što znači da se količina oblaka mase od 150 sunčevih oblaka godišnje pretvori u gas iz kog nastaju nove zvezde. Pretpostavlja se da je ukupna količina gasa u našoj galaksiji 5 milijardi sunčevih masa, tako da je potrebno vreme da nastane jedan gigantski molekulski oblak 30 miliona godina.
Slična procena za okolinu Sunca da je da ovde gigantski molekulski oblaci nastaju za oko 50 milijardi godina. Procenjeno vreme formiranja oblaka je samo nešto duže od životnog veka oblaka, tako da se pretpostavlja da ili je proces formiranja vrlo dinamičan, ili mora biti u neprekidnoj povezanosti sa rasformiravanjem oblaka.

### Mehanizmi formacije
Odavde se dobijaju 2 moguća mehanizma formacije:
- Oblak raste slučajnim sudarima i spajanjem

U ovom slučaju veliki oblaci nastaju od manjih i procenjeno vreme nastajanja GMO je najmanje 100 milijardi godina. S obzirom da je empirijski procenjeno kraće vreme, ovaj mehanizam najverovatnije nije primarni i pretpostavlja se da između najvećeg broja sudara između manjih oblaka dolazi do destruktivnih sudara.
- Gravitaciona nestabilnost u galaktičkom rasnom sloju

Ovaj mehanizam opisuje gravitacionu nestabilnost na velikoj skali. Pretpostavlja se da je ovaj mehanizam za formiranje zvezda važniji od prethodnog zato što bi se gas na ovaj način mogao skupiti u velike komplekse za oko 40 milijardi godina, što je u skladu sa empirijskim pretpostavkama.
Oba ova mehanizma su proučavali Larson i Elmegrin 1980ih i 1990ih godina.

### Kolaps oblaka i fragmentacija
Na osnovu procenjenih vremena očekuje se da GMO mora da počne da formira zvezde od trenutka formiranja oblaka, međutim zbog retkosti formiranja gasa, dobilo bi se zakašnjenje. Kako je aktivnost nastajanja samih zvezda reda veličine 10 milijardi godina, zaključuje se da zvezde počinju da nastaju odmah nakon formiranja oblaka.
Kolaps i formacija zvezda se mogu desiti samo u najgušćim delovima oblaka. Tako se najčeše i dešava da samo deo GMO doživljava kolaps, što kao i uzrok malo utiče na ostale delove oblaka.
Prema klasičnoj teoriji, formiranje zvezda uključuje kolaps delova ili celog oblaka, kao posledicu dejstva gravitacije. Taj postupak je povezan sa fragmentacijom oblaka u manje komponente.

## Fizičke i hemijske osobine
GMO oblak se većinski sastoji od molekulskog vodonika i molekulskog helijuma, sa malim doprinosom težih gasova. Moleksulskih i atomskih vrsta gasova ima podjednako. Temeratura im je niska i iznosi između 10 i 50 K. Iako je srednja gustina molekulskih oblaka samo reda 100 čestica po cm3, ovi oblaci su vrlo nehomogeni i imaju oblasti sa mnogo većom gustinom, tzv. grudvice ili jezgra molekulskog gasa. U takvim hladnim i gustim okruženjima atomi se kombinuju u molekule. GMO oblaci sadrže dovoljno gustog gasa i međuzvezdane prašine za formiranje stotina ili hiljada zvezda Sunčeve veličine. Zvezde nastaju u najgušćim delovima ovih oblaka.
GMO oblaci ne zrače vidljivu svetlost i optičkim teleskopima se vide kao tamna područja. Njihovo vreme života traje između 10 i 100 miliona godina pre nego što se raspadnu usled toplote i zvezdanih vetrova sa novorođenih zvezda u njima. Prosečna spiralna galaksija poput naše, sadrži između jedne ili dve hiljade Gigantskih molekulskih oblaka pored manjih.

## Otkriće
Galaktički prsten ispunjen gigantskim molekulskim oblacima je otkriven tek 1970-ih godina kada se tehnologija razvila, jer molekulski vodonik emituje zračenje na 110 nm, a međuzvezdana apsorpcija na toj talasnoj dužini je velika. Iako ovi oblaci blokiraju vidljivu svetlost, propuštaju infracrvenu svetlost.
Drugi vrlo zastupljen način detektovanja GMO oblaka podrazumeva detekciju ugljen-monoksida (CO). CO se lakše detektuje, a poznat je konstantan odnos između količina molekulskog vodonika i ugljen-monoksida u GMO oblacima. Solomon Skovil Sanders i drugi su kao ključni korak elementarne interpretacije posmatranja količine i rasporeda CO u GMO iskoristili Virijalnu teoremu. Ona tvrdi da se GMO gravitaciono ograničavaju u virijalnoj ravnoteži. Iz merenja širine (R) i brzine disperzije (σ), može se proceniti masa GMO po formuli:
{\displaystyle M\approx {\frac {R\sigma ^{2}}{G}}.}
Danas se temperatura i gustina molekulskih oblaka meri vasionskim teleskopom Spitzer, a preko njih se skupljaju podaci o fizičkim i hemijskim kompozijama od kojih nastaju protozvezde.